# Codonanthopsis uleana
Codonanthopsis uleana é uma espécie de planta do gênero Codonanthopsis e da família Gesneriaceae. 

## Taxonomia
A espécie foi descrita em 2013 por Mathieu Perret e Alain Chautems. 
Os seguintes sinônimos já foram catalogados:  
- Codonanthe uleana  Fritsch
- Codonanthe decurrens  I. M. Johnst.
- Codonanthe formicarum  Fritsch

## Forma de vida
É uma espécie epífita e subarbustiva. 

## Descrição
| Folha                        | Folha                                |
| ---------------------------- | ------------------------------------ |
| anisofila                    | ausente/presente                     |
| tamanho da lâmina maior      | até 8 centímetros                    |
| face abaxial da lâmina       | com glândula nectarífera avermelhada |
| Flor                         |                                      |
| lacínia                      | iguais                               |
| comprimento da lacínia       | mais curto que 5 milímetros          |
| formato da lacínia do cálice | triangular                           |
| comprimento da corola        | de 3 a 3                             |
| Fruto                        |                                      |
| cor externa                  | avermelhada                          |
| deiscência                   | parcial com 2 carpelo semi aberto    |
| semente com funículo         | agregada à placenta                  |

## Conservação
A espécie faz parte da Lista Vermelha das espécies ameaçadas do estado do Espírito Santo, no sudeste do Brasil. A lista foi publicada em 13 de junho de 2005 por intermédio do decreto estadual nº 1.499-R. 

## Distribuição
A espécie é encontrada nos estados brasileiros de Acre, Alagoas, Amazonas, Bahia, Espírito Santo, Mato Grosso do Sul, Mato Grosso, Pará, Paraíba , Pernambuco, Rio Grande do Norte, Rondônia e Roraima. 
Em termos ecológicos, é encontrada nos  domínios fitogeográficos de Floresta Amazônica, Cerrado e Mata Atlântica, em regiões com vegetação de mata de igapó, floresta de inundação e floresta ombrófila pluvial.